# 안동판관 김성경 유허비
안동판관 김성경 유허비(安東判官 金成慶 遺墟碑)는 경상북도 안동시 남후면 검암1리 291에 있다. 2014년 4월 3일 안동시의 문화유산 제92호로 지정되었다.